# Opisthorchis chabaudi
Opisthorchis chabaudi är en plattmaskart. Opisthorchis chabaudi ingår i släktet Opisthorchis och familjen Opisthorchiidae. Inga underarter finns listade i Catalogue of Life.